# 姚秀鈴
姚秀鈴（Annie Yiu，4月30日—），香港的資深電台廣播工作者，前香港電台節目監製。
姚秀鈴，麗的電視藝員訓練班第2期（1976至1977年）藝員訓練班畢業，其後加入香港電台，出任粵語廣播劇播音員。演出廣播劇之餘，姚秀鈴也主持節目，1981年與劉安東聯合主持專門介紹廣播劇及播音員動向的節目《星聲相識》。此外，她曾以筆名文曉嵐，改編及撰寫過多部香港電台廣播劇劇本，包括改編郭良蕙作品《鄰家有女》、瓊瑤作品《星河》等，她其後更得到冼杞然賞識，擔任電影《薄荷咖啡》的編劇。
1980年代中期以後，姚秀鈴逐漸減少幕前演出，開始擔任廣播劇的編導。1985年4月，香港電台與生活劇團聯合演出八場大型舞台劇《遷界》，姚秀鈴與何楚雲等播音員均參加演出。
1990年代中期以後，姚秀鈴已升任至節目監製一職，製作數以百計的廣播劇及節目，其中有《雍正皇帝》、《金庸武俠天地》及《金瓶梅》等廣播劇，《金瓶梅》更獲得亞太廣播聯盟獎項。2004年，姚秀鈴離開香港電台，成立獨立製作公司，並且出任總監。

## 演出廣播劇

### 1979年
- 睡谷，飾演 連老師
- 簾捲西風，飾演 鮑小姐
- 午夜結他，飾演 惠玲
- 沈勝衣之十三殺手，飾演 步煙飛

### 1980年
- 水雲，飾演 秦小藍
- 白馬王子，飾演 月媚
- 霧裡玫瑰，飾演 珍妮
- 雲外千峰，飾演 女生/愛蓮
- 沈勝衣之天外三煞，飾演 路霜
- 沈勝衣之雙龍會，飾演 夏容容

### 1981年
- 風信子，飾演 季盼咪
- 雪山飛狐，飾演 田青文
- 連城訣，飾演 水笙
- 香芍藥的婚事，飾演 香芍藥

### 1982年
- 楊柳樹下，飾演 海燕
- 神鵰俠侶，飾演 郭芙
- 倚天屠龍記，飾演 殷離

### 1983年
- 名公子，飾演 彩夢
- 奇俠司馬洛之喪屍山莊，飾演 紫蘭
- 惆悵，飾演 艾青

### 1984年
- 幸運指環，飾演 丘婷婷
- 八月櫻桃，飾演 安芝
- 男生女生，飾演 陳玉玲
- 戀曲四重奏，飾演 伍秋如
- 父與子，飾演 萊斯
- 鄰家有女，飾演 邱愛芬

### 1985年
- 金冠天使，飾演 王恬英
- 外遇，飾演 小宇
- 童歌，飾演 王小桂
- 家在屋邨，飾演 陳秀珍

### 1986年
- 寒煙翠，飾演 章凌雲

### 1987年
- 煙雨濛濛，飾演 陸如萍/方琦

### 1988年
- 水仙，飾演 Mimi

### 1990年
- 阿修羅，飾演 溫錦蘭

### 1997年
- 女大不中留，飾演 大妹

### 2000年
- 鹿鼎記，飾演 宮女蕊初

### 2001年
- 花之語，飾演 楊老太外孫女

## 編導廣播劇

### 1986年
- 星河

### 1987年
- 傲慢與偏見
- 圓舞
- 小玩意
- 胭脂扣

### 1988年
- 水仙
- 流金歲月

### 1991年
- 三毛流浪記

### 1999年
- 金瓶梅

## 監製廣播劇

### 1998年
- 滾滾紅塵
- 紅玫瑰與白玫瑰
- 傾城之戀
- 人間有情

### 1999年
- 祝福
- 荔枝債
- 三吋
- 流星雨解毒片
- 吃眼睛的女人
- 我永不跳舞
- 書劍恩仇錄
- 金瓶梅

### 2000年
- 世紀終結者
- 雪似故人人似雪
- 鹿鼎記
- 隔世情劫

### 2001年
- 雍正皇帝

### 2002年
- 吹夢天使
- 第一次的親密接觸
- 明年給你送花來

## 舞台劇

### 1985年
- 《遷界》

## 節目主持

### 1981年
- 《星聲相識》

### 1984年
- 《溫馨故事渡聖誕》

### 1985年
- 《說不完的故事》

## 外部連結
- 香港電台:打開天窗甘國亮 2010-08-08 嘉賓:姚秀鈴（页面存档备份，存于）
- 姚秀鈴擔任比賽評判及導師[永久]
- http://www.rthk.org.hk/radiodrama（页面存档备份，存于）
- http://www.ychlpyss.edu.hk/~lpy/lpy_body_radio.htm（页面存档备份，存于）
- 中學生廣播劇大賽 香港電台新聞稿（页面存档备份，存于）